# Грузијски лари
Лари (грузијски: ლარი) је званична валута Грузије. Један лари се састоји из 100 тетрија. Реч лари је стара грузијска реч за залихе или власништво док је тетри грузијска реч за новац из 13. века.
Раније валуте коришћене у Грузији су манети и абази.
Грузија је 1993. заменила рубљу еквивалентним лари боновима. Валута се штампала само у облику новчаница, није имала подјединице и претрпела је хиперинфлацију. Постојале су новчанице од 1 до милион ларија као и неуобичајене новчанице од 3, 3.000, 30.000 и 150.000 ларија.
Влада Едуарда Шеварднадзеа у октобру 1995. укида бонове и увела нову валуту - лари. Од тада је валута стабилна. Инфлација на годишњем нивоу 2006. износила је 9,2%. 
Лари није у употреби у Абхазији и Јужној Осетији, регионима са сепаратистичим тежњама.
Лари издаје Народна банка Грузије.

## Апоени

### Ковани новац
Осим кованих тетрија постоје и новчићи у вредности од 1 и 2 ларија.

### Новчанице
1 лари - сликар Нико Пиросманашвили

2 лари - композитор Захарије Палијашвили

5 ларија - историчар Иване Јавахишвили

10 ларија - песник Акаки Церетели

20 ларијаа - државник и писац, отац нације Илија Чавчавадзе

50 ларија - краљица Тамара

100 ларија - песник Шота Руставели

200 ларија (предлог, још није у оптицају) - антисовјетски вођа Какуца Чолокашвили

500 ларија (само у безготовинским трансакцијама) - краљ Давид IV Градитељ